# شولتهس
شولتهس Friedrich Schulthess (1868 - 1922 م) هو مستشرق سويسري.
من آثاره نشر ديوان حاتم بن عبد الله بن الطائي و شعر منسوب إلى أمية بن أبي الصلت ، وفي ميدان الدراسات السريانية: «نموذج من رواية سريانية لحياة القديس أنطون» وهي رسالة الدكتوراه الأولى ونشر ترجمة سريانية لـ «كليلة ودمنة» وترجمها إلى الألمانية.